# José Malhoa

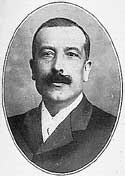
José Malhoa, um 1900

José Vital Branco Malhôa (* 28. April 1855 in Caldas da Rainha; † 16. Oktober 1933 in Figueiró dos Vinhos) war ein portugiesischer Genre-, Landschafts- und Porträtmaler, der überwiegend in Lissabon tätig war.

## Leben
Malhôa wurde am 15. Mai 1855 in der Kirche Nossa Senhora do Pópulo auf den Namen José Vietal Branco Malhôa getauft. Da er bereits als Kind ein Talent zum Zeichnen zeigte, wurde er im Alter von nur acht Jahren nach Lissabon geschickt, um sich dort auf die Aufnahme an der Königlichen Akademie der Schönen Künste (spanisch Academia Real de Belas Artes, portugiesisch Escola Superior de Belas Artes de Lisboa) vorzubereiten. Er wurde dort Schüler der Künstler Joaquim Prieto, Victor Bastos, Miguel Ângelo Lupi, Simões de Almeida und Tomás da Anunciação. Um sich ein Studium im Ausland finanzieren zu können und an ein staatliches Stipendium zu gelangen, nahm er im Alter von etwa 20 Jahren mehrmals an Wettbewerben teil. Aus Enttäuschung darüber, dass man ihn nicht berücksichtigt hatte, legte er Pinsel und Farben zunächst beiseite und arbeitete nach Abschluss seines Studiums als Verkäufer für Damenbekleidung im Modegeschäft seines Bruders Joaquim Malhoa. In dieser Zeit begann er wieder zu malen und fertigte das Bild A Seara Invadida, das anschließend in einer  Ausstellung gezeigt wurde.

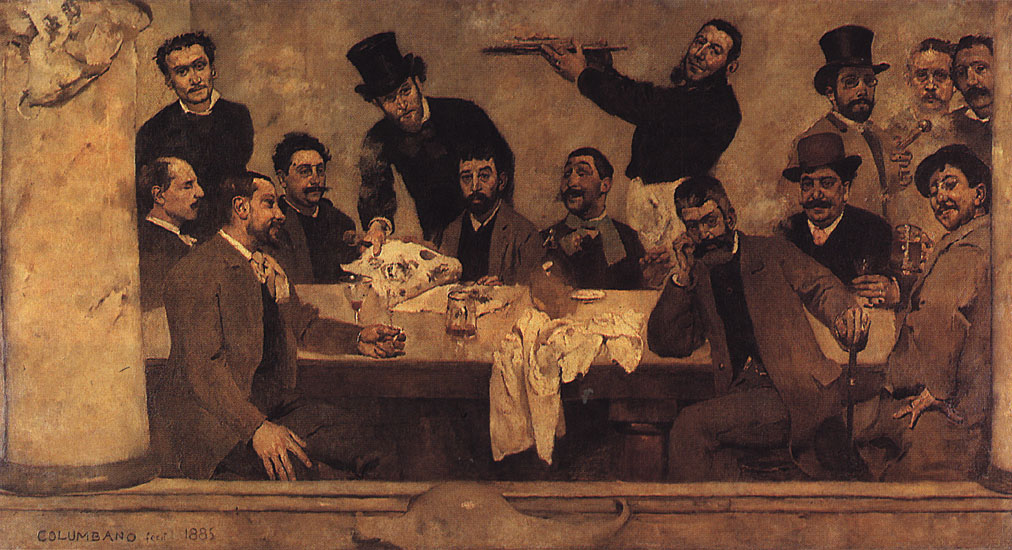
Grupo do Leão (Malhôa links vorn)
(um 1885, Columbano Bordalo Pinheiro)

Malhôa, der inzwischen geheiratet hatte, wandte sich nun wieder gänzlich der Malerei zu. Er erhielt den Auftrag in der neu gegründeten „Grupo do Leão“, deren Mitglied er wurde, eine der oberen Wände des Raumes der „Cervejaria Leão de Ouro“ mit dem Bildnis Paul da Outra Banda zu dekorieren.
Er gehörte neben Columbano Bordalo Pinheiro (1857–1929) zu den führenden portugiesischen Malern in der zweiten Hälfte des 19. Jahrhunderts. Ihm zu Ehren wurde ein Museum, Museu de José Malhoa, in Caldas da Rainha. Für das Titelbild des Romans Der Marquis von Pombal 1897 von Oscar Kresse wurde eines seiner Werke ausgewählt. Die portugiesische Malerin Laura Sauvinet Bandeira war seine Schülerin, die er 1888 auch porträtierte. Seine Letzte Schülerin war ab 1920 Maria de Lourdes de Mello e Castro.

## Werke (Auswahl)

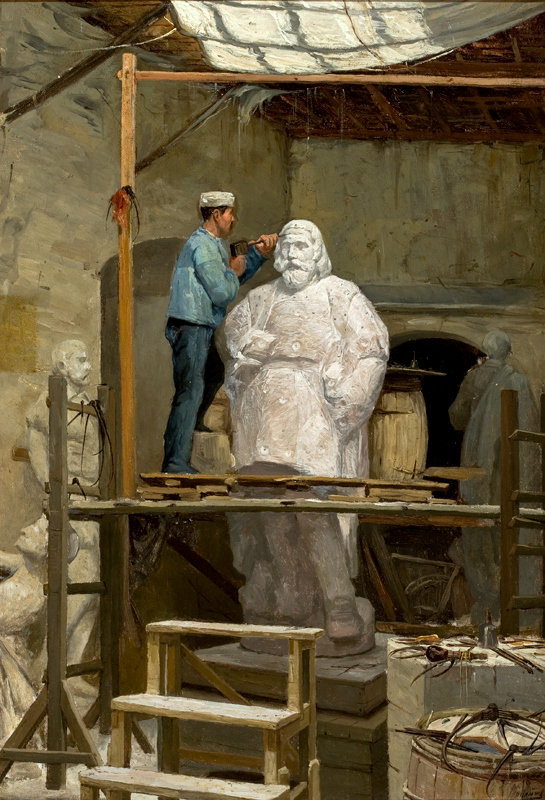
O Ateliê do Estatuário Simões de Almeida

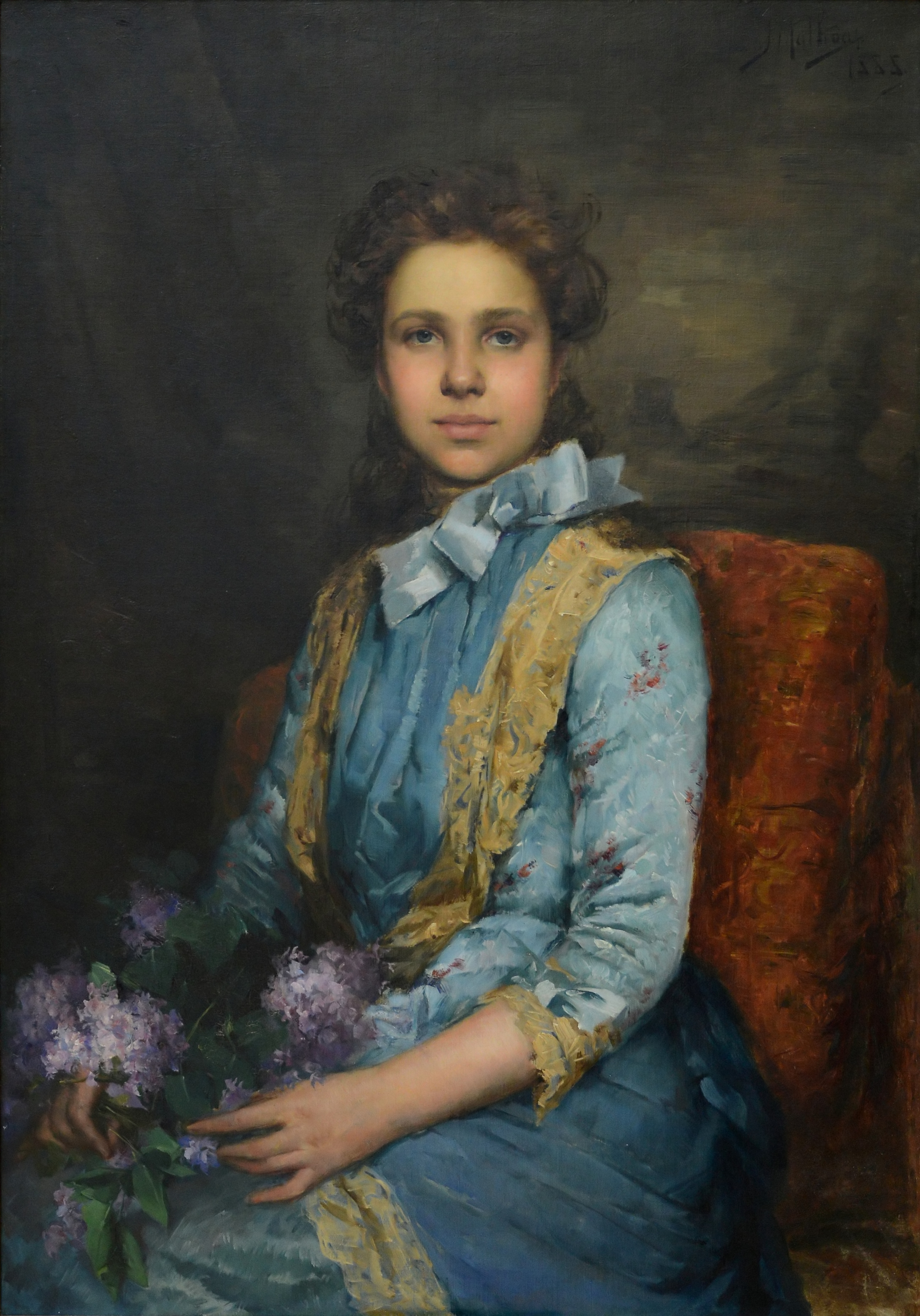
Laura Sauvinet

Malhôas Werke waren in zahlreichen Ausstellungen in Portugal und Europa, aber auch in Brasilien zu sehen.
- O Viático ao Termo
- Aldeia dos Escalos
- O Primeiro Cigarro
- Pensativa
- 1883: O Ateliê do Estatuário Simões de Almeida, Öl auf Leinwand
- 1891: O Último Interrogatório do Marquês de Pombal (‚Das letzte Verhör des Marquis von Pombal‘)
- 1893/1894: O Ateliê do Artista, Öl auf Leinwand
- 1910: O Fado, Öl auf Leinwand
- 1918: Praia das Maçãs, Öl auf Leinwand

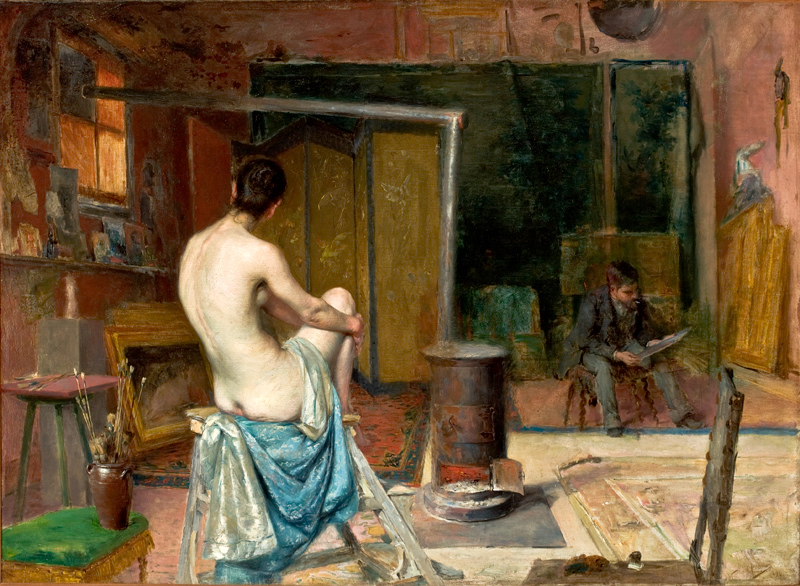
O Ateliê do Artista
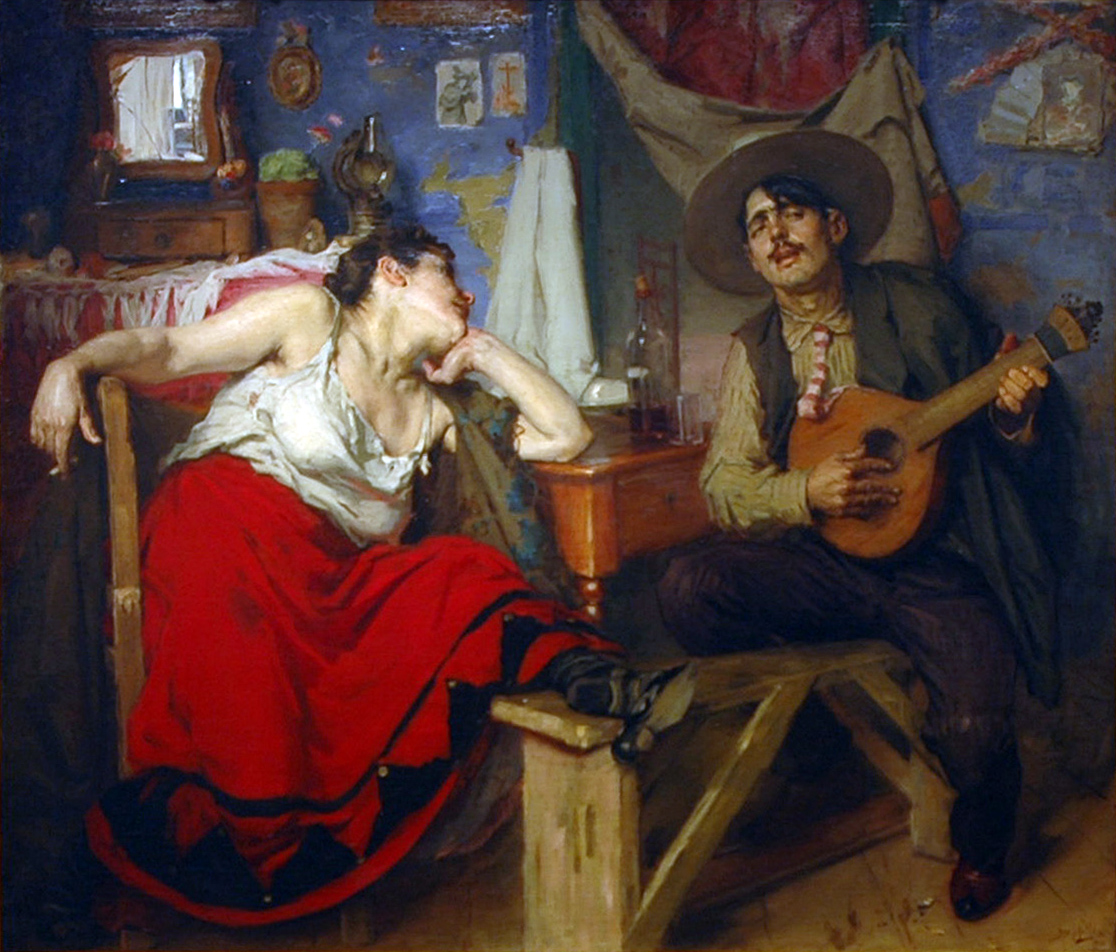
O Fado
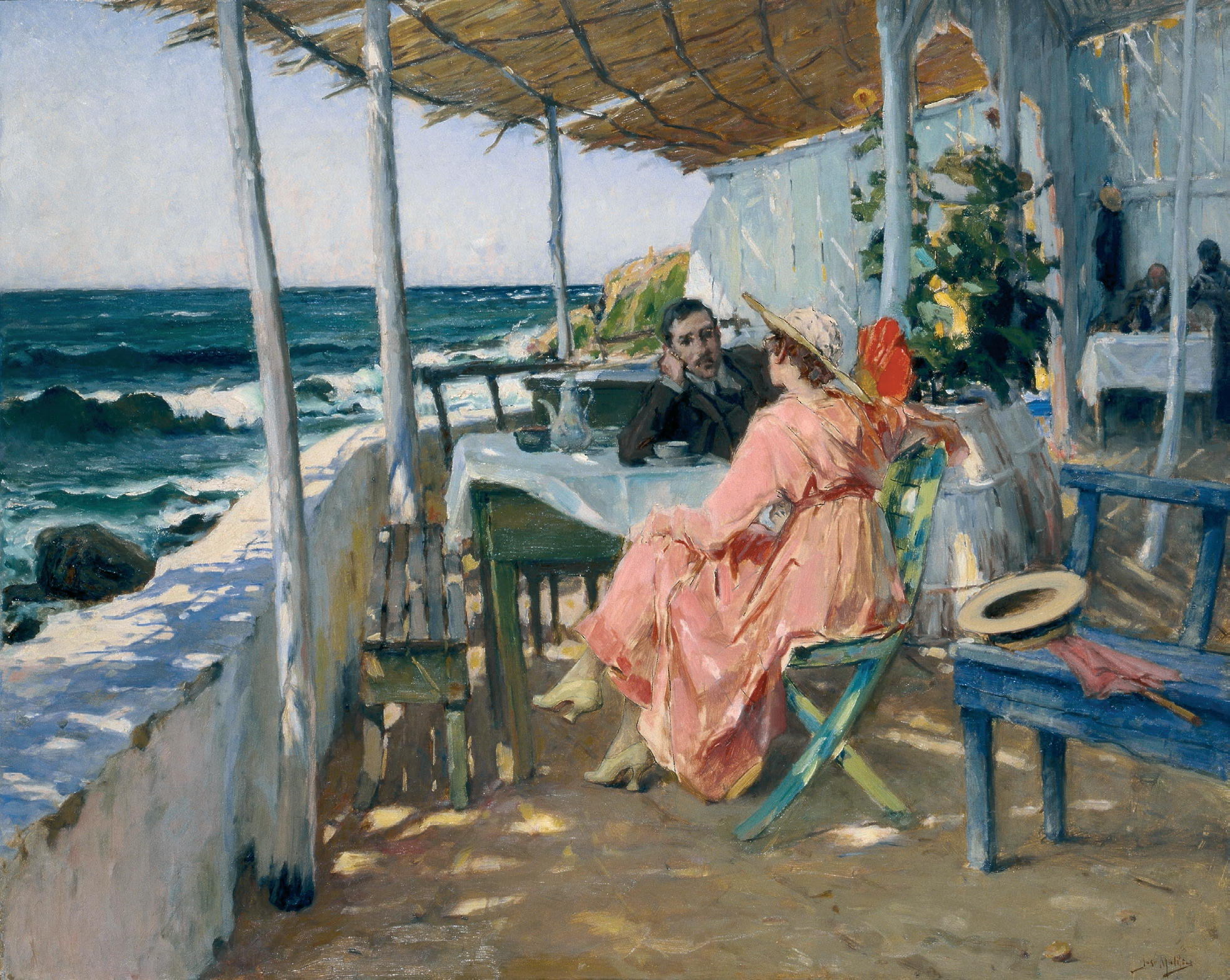
Praia das Maçãs
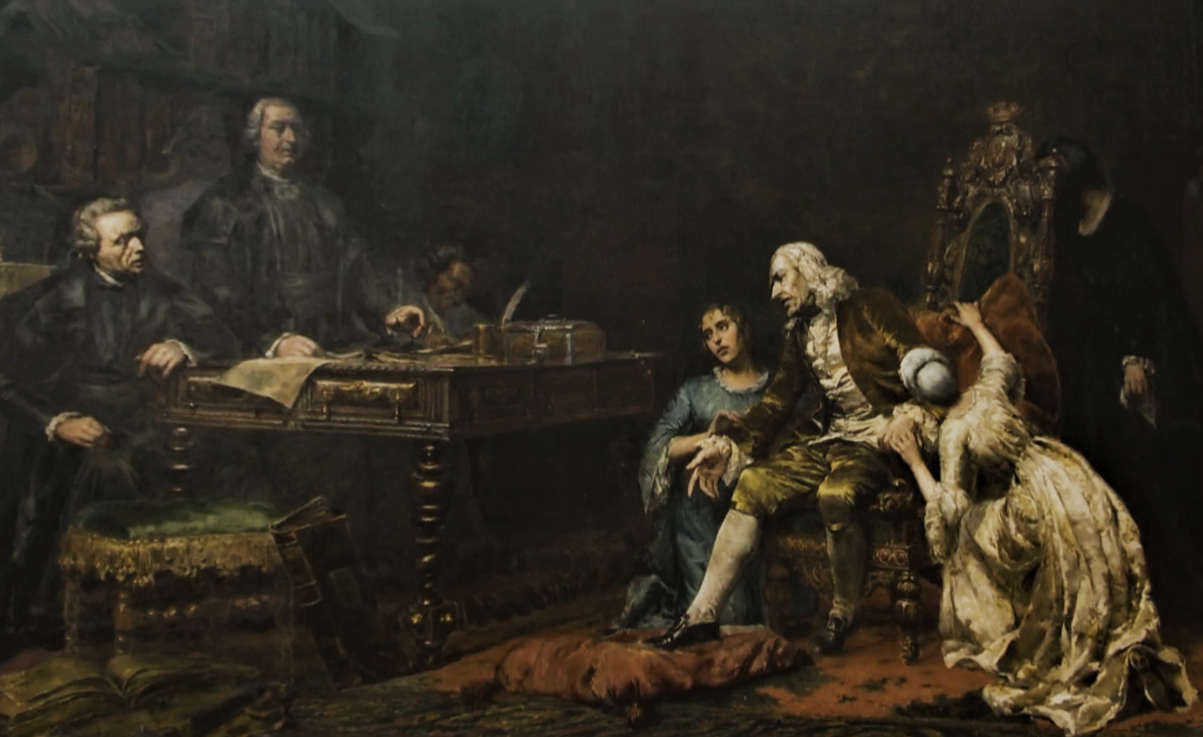
O Último Interrogatório do Marquês de Pombal